# 中国共产党中央委员会组织部
中国共产党中央委员会组织部，通称中共中央组织部，简称中央组织部、中组部，是中国共产党中央委员会主管组织和人事管理工作的职能部门。
中央組織部是中共中央的重要職能部門，主要負責黨的組織建設、幹部隊伍建設和人才隊伍建設等方面的工作。

## 历史
1924年5月，中共中央正式決定分設宣傳、組織、工農等部，毛澤東為中央組織部部長。第四次党代会《对于组织问题之议决案》指出“设立一有力的中央组织部，实际上真能指导地方之党的组织”。
1943年3月20日，中共中央政治局会议通过《中共中央关于中央机构调整及精简的决定》，规定凡届重大的政治、思想、军事、政策和组织问题，必须在政治局会议上讨论通过。在中央政治局和书记处之下，设立宣传委员会和组织委员会，作为政治局和书记处的助理机关。毛泽东任宣传委员会书记，刘少奇任组织委员会书记。组织委员会负责统一管理中央组织部（包括中央党务委员会）、统战部、民运工作委员会、中央研究局、海外工作委员会。组织委员会就是现在的中央党的建设工作领导小组。
1953年中共中央决定实行“各部分管干部制度”和“分级管理干部制度”，改变由党委组织部门统一管理各类干部的制度，全体干部划分为9类，在党中央及各级党委组织部门的统一管理下， 由党中央及各级党委的各部（计划工业部、财政贸易部、农村工作部、宣传部、统战部、政治工作部等）分别进行管理；国务院及其各部和地方各级政府也都设立了人事部门，协组党委组织部门综合管理政府机关以及企业、事业单位中的干部工作，并按照干部管理权限在党委、党组的领导下分管一部分干部。1955年，中央颁布了《中共中央管理的干部职务名称表》，地厅级及以上干部全部归中组部直接管理，就被称为“中管干部”。1980年，中央组织部专门发出文件，强调要正确坚持“党管干部的原则”，并对各级党委管理干部的范围、体制作了规定，要求对干部的任免、提拔、调动、审查和干部问题的处理，都必须由党委集体讨论决定，按照干部管理权限由主管的党组织批准，不能由任何个人专断。1984年为了适应经济体制改革的需要，按照党中央关于改革干部管理体制的指示精神，中央组织部本着“管少、管好、管活”的原则，下放干部管理权限，决定各级党委（不含军队）对干部的管理范围由原来的“下管两级”调整为“下管一级”。中组部1990年所发“关于修订《中共中央管理的干部职务名称表》的通知”：“各省、自治区、直辖市党委组织部正副部长和中央、国家机关各部委的干部、人事司（局）正副司(局)长的任免，仍按中发[1986]4号文件的规定执行，事先要征得中央组织部的同意”之外，又增加沈阳市等14个副省级市的市委书记、市长以及1988年9月移交国务院管理的中国第一汽车制造厂、北京大学、中国农业科学院等54个企、事业单位党委书记的任免，都要事先征得中央组织部的同意。
2003年8月5日，经中共中央、国务院批准，成立中国浦东干部学院、中国井冈山干部学院和中国延安干部学院。三个学院为中央直属事业单位，由中央组织部管理，日常事务由学院所在省（直辖市）党委负责。学院实行理事会领导下的院务委员会负责制，理事会秘书处设在中央组织部干部教育局。
2018年3月，中共中央印发《深化党和国家机构改革方案》。方案规定，“中央组织部统一管理公务员工作。为更好落实党管干部原则，加强党对公务员队伍的集中统一领导，更好统筹干部管理，建立健全统一规范高效的公务员管理体制，将国家公务员局并入中央组织部。中央组织部对外保留国家公务员局牌子。”“调整后，中央组织部在公务员管理方面的主要职责是，统一管理公务员录用调配、考核奖惩、培训和工资福利等事务，研究拟订公务员管理政策和法律法规草案并组织实施，指导全国公务员队伍建设和绩效管理，负责国家公务员管理国际交流合作等。”“不再保留单设的国家公务员局。”

## 职责
根据《中国共产党组织工作条例》，中共中央组织部承担下列职能：
1. 在党中央领导下，具体负责落实党的组织工作路线方针政策和决策部署，按照权限和分工制定、起草组织工作党内法规和规范性文件，推进组织制度贯彻落实；
2. 研究组织工作重要理论和实践问题，提出完善制度机制的政策建议，为党中央决策提供参考；
3. 负责党的组织体系建设，加强基层党组织和党员队伍建设；
4. 负责干部工作和干部队伍的统一管理，按照干部管理权限和分工负责领导班子建设的有关具体工作；
5. 负责人才工作的指导协调和人才的联系服务；
6. 负责公务员工作的统一管理；
7. 负责离退休干部工作的统一管理；
8. 统一管理中央机构编制委员会办公室；
9. 完成党中央交办的其他任务。

## 机构设置
根据《中国共产党中央委员会组织部职能配置、内设机构和人员编制规定》，中共中央组织部设置下列机构：

### 内设机构
- 办公厅
- 组织一局
- 组织二局（基层党组织建设办公室）
- 干部监督局
- 干部教育局
- 干部调配局（一局）
- 党政与外事干部局（二局）
- 经济与科技教育干部局（三局）
- 中央与国家机关干部局（四局）
- 企业干部局（五局）
- 老干部局[註 1]
- 人才工作局
- 公务员一局
- 公务员二局
- 公务员三局
- 人事局
- 直属机关管理局
- 机关党委

### 中央组织部管理的事业单位
- 中国浦东干部学院
- 中国井冈山干部学院
- 中国延安干部学院

（上述三家学院均为中共中央直属事业单位，由中共中央组织部直接管理，所在省、直辖市党委协助管理。）

### 直属事业单位

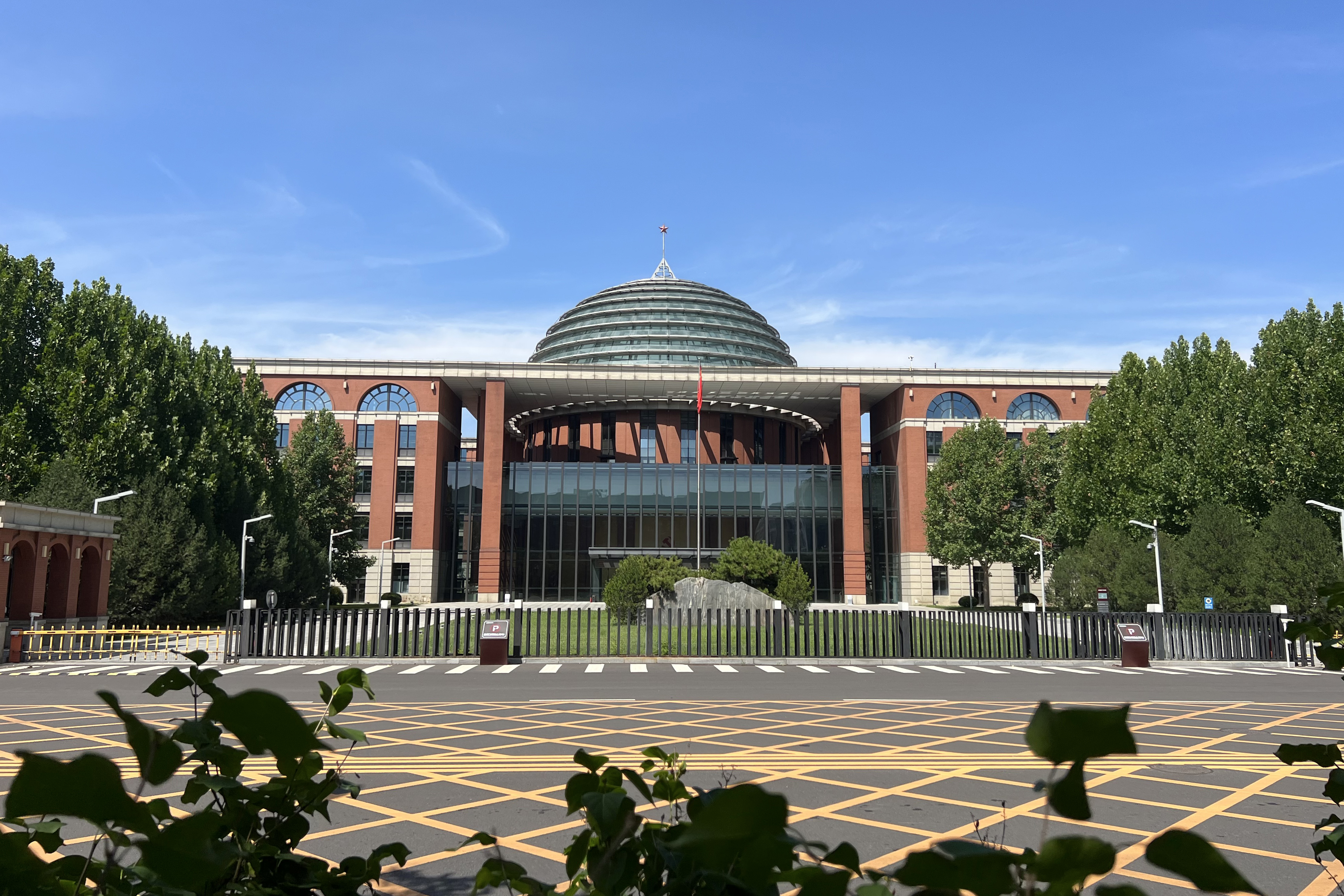
全国组织干部学院

- 党建研究所
- 机关招待所（万寿庄宾馆）
- 党员教育中心
- 全国组织干部学院

### 直属企业单位
- 党建读物出版社有限公司

## 历任领导
| 中共中央组织部主任 - 张国焘（1921年7月－1922年7月） 中共中央组织部部长 - 张国焘（1922年7月－1923年6月） - 毛泽东（1924年5月－1925年1月） 中共中央组织部主任 - 陈独秀（1925年1月－1927年4月） - 张国焘（1927年5月－1927年7月） - 李维汉（1927年8月－1927年9月） - 罗亦农（1927年9月－1927年11月） 中共中央组织局主任 - 罗亦农（1927年11月－1928年1月） - 周恩来（1928年1月－1928年7月） 中共中央组织部部长 - 周恩来（1928年7月－1930年2月） - 项英（1928年11月－？，代理部长） 中共中央组织局主任 - 向忠发（1930年2月－1930年8月，负责人） - 周恩来（1930年2月－1930年3月，实际负责人） - 李立三（1930年3月－1930年8月，实际负责人） 中共中央组织部部长 - 周恩来（1930年9月－1931年1月） - 康生（1931年1月－1931年3月） - 李竹声（1931年3月－1932年，代理部长） 中共中央局组织部部长 - 任弼时（1933年1月－1933年3月） - 李维汉（1933年3月－？） 中共中央组织局主任 - 康生（1931年12月－？） - 李竹声（？－？） - 孔原（1932年底－1933年1月） - 李维汉（1933年7月－1935年） - 周恩来（1935年11月－1935年，中共中央组织局负责人） 中共西北中央局组织部部长 - 李维汉（1935年－1936年9月） 中共中央组织部部长 - 张闻天（1936年9月－1936年10月，代管中共中央组织部工作） - 郭洪涛（1936年10月－1937年5月，副部长主持部务至1937年2月） - 博古（1937年2月－1937年12月） - 陈云（1937年12月－1944年3月；1943年3月起休养，此后中共中央党校副校长彭真代管中共中央组织部工作） - 彭真（1944年3月－1945年8月，代部长） - 彭真（1945年7月－1953年4月） - 饶漱石（1953年4月－1954年4月） - 邓小平（1954年4月－1956年11月） - 安子文（1956年11月－1966年8月） 中共中央组织部业务组组长 （“文化大革命”开始后不久，中共中央组织部业务工作停顿） - 聂济峰（1966年9月－？） - 朱光（？－？） - 杨世荣（？－1967年10月，中央专案组一办组长，代管中共中央组织部工作） - 郭玉峰（1967年10月－1973年8月） 中央组织宣传组组长 - 康生（1970年11月－1975年12月） 中共中央组织部党的核心领导小组组长 - 郭玉峰（1973年8月－1975年6月） 中共中央组织部部长 - 郭玉峰（1975年6月－1977年12月） - 胡耀邦（1977年12月－1978年12月） - 宋任穷（1978年12月－1983年2月） - 陈野苹（1983年2月－1984年4月） - 乔石（1984年4月－1985年7月） - 尉健行（1985年7月－1987年5月） - 宋平（1987年5月－1989年12月） - 吕枫（1989年12月－1994年10月） - 张全景（1994年10月－1999年3月） - 曾庆红（1999年3月－2002年10月） - 贺国强（2002年10月－2007年10月） - 李源潮（2007年10月－2012年11月） - 赵乐际（2012年11月－2017年10月） - 陈希（2017年10月－2023年4月） - 李干杰（2023年4月－2025年4月） - 石泰峰（2025年4月－ ） | 中共中央组织部分管日常工作的副部长（常务副部长） - 陈野苹（1960年－1966年；1978年－1983年2月常务副部长） - 赵宗鼐（1988年1月－1994年10月，兼中华人民共和国人事部副部长、党组副书记，1993年7月按正部长级待遇） - 李铁林（1992年9月－1995年1月；1995年1月－2002年9月任常务副部长，2000年6月起为正部长级） - 赵洪祝（2000年6月－2003年11月任副部长，2003年11月－2007年3月任常务副部长，正部长级） - 沈跃跃（2002年11月－2013年4月，2003年4月－2007年7月兼中华人民共和国人事部副部长，2007年8月至2013年4月任常务副部长，正部长级） - 陈希（2013年4月－2017年10月，常务副部长，正部长级） - 姜信治（2015年12月－2023年3月，2017年10月起担任常务副部长，正部长级，2023年3月起全国政协副主席兼） 中共中央组织部副部长（正部长级） - 宋德福（1993年7月－2000年12月，中华人民共和国人事部部长兼） - 张学忠（2000年12月－2002年12月，兼中华人民共和国人事部部长） - 张柏林（1997年10月－2007年8月，2002年12月－2007年8月兼中华人民共和国人事部部长） - 尹蔚民（2007年8月－2018年3月，兼人力资源和社会保障部部长） - 周祖翼（2019年5月－2022年4月，兼中央编办主任，正部长级） - 李小新（2022年4月起兼中央编办主任，正部长级） - 黄建发（2025年2月至今，协助分管日常工作的副部长，正部长级） 中共中央组织部副部长（副部长级） - 郭洪涛（1936年10月－1937年5月） - 李富春（1937年7月－1945年） - 习仲勋（1945年8月－1945年10月） - 安子文（1945年10月－1947年3月；1949年10月－1956年11月） - 王从吾（1950年3月－1952年3月） - 龚子荣（1952年－1954年） - 李楚离（1952年－1966年） - 张鼎丞（1954年－1956年） - 马明方（1954年－1956年） - 于江震（1954年－1956年） - 裴孟飞（1954年－1956年） - 王甫（1955年－1960年） - 帅孟奇（1956年12月－1966年8月） - 张启龙（1959年9月－1965年1月） - 李步新（1960年－1966年；1978年－1980年） - 赵汉（1960年－1966年） - 乔明甫（1960年－1966年） - 李力安（1964年8月－1964年10月） - 杨以希（1964年－1966年） - 曾涤（1965年－1966年） - 郑屏年（1978年－1979年） - 赵振清（1978年－1983年） - 曾志（1978年6月－1985年） - 杨士杰（1978年6月－1983年） - 白治民（1979年7月－1983年7月） - 王照华（1980年7月－？） - 吕枫（1983年7月－1989年12月） - 李锐（1983年7月－1984年9月） - 尉健行（1984年－1985年7月） - 曹志（1984年－1987年） - 何勇（1986年－1987年） - 张全景（1991年12月－1994年10月） - 孟连昆（1987年－1992年） - 刘泽彭（1987年－1992年） - 武连元（1992年5月－1997年8月） - 王旭东（1993年8月－2000年6月） - 虞云耀（1994年11月－2001年7月） - 黄晴宜（1999年9月－2002年8月） - 李景田（2001年9月－2005年8月） - 孙晓群（2000年6月－2004年6月） - 王东明（2002年9月－2007年8月） - 李建华（2003年11月－2011年4月） - 欧阳淞（2005年8月－2008年9月） - 李智勇（2005年8月－2012年11月） - 张纪南（2007年3月－2013年4月） - 王尔乘（2007年7月－2015年7月） - 王秦丰（2010年5月－2015年10月） - 王京清（2011年11月－2016年3月） - 潘立剛（2013年3月－2016年7月） - 陈向群（2014年1月－2015年11月） - 邓声明（2015年11月－？） - 齐玉（2015年12月－2019年1月） - 高选民（2016年7月－？） - 周祖翼（2016年10月－2019年5月） - 吴玉良（2018年3月－2020年） - 傅兴国（2018年7月－2022年7月，兼国家公务员局局长） - 张建春（2018年11月－2020年10月） - 曾一春（2020年3月－2023年2月） - 李小新（2020年8月－2022年4月） - 王晓萍（2020年11月－2022年12月） - 彭金辉（2022年5月－2024年10月） - 徐启方（2022年10月－2025年7月，2023年2月－2025年2月兼国家公务员局局长） - 张光军（2023年2月至今） - 黄建发（2023年2月－2025年2月） - 齐家滨（2024年3月至今，2025年2月至今兼国家公务员局局长） - 吴浩（2024年12月至今） 中共中央组织部部务委员 …… - 毛定之（2019年1月－？） - 郝军辉（2025年4月至今） - 石军（2024年1月至今，兼基层办主任、组织二局局长） - 李国喜（2025年2月至今，兼组织一局局长） 中共中央组织部秘书长 …… - 胡金旗（？－？） - 张景虎（2023年至今） |

## 驻部纪检监察组
中央纪律检查委员会国家监察委员会驻中央组织部纪检监察组，简称中央纪委国家监委驻中央组织部纪检监察组，是中国共产党中央纪律检查委员会、中华人民共和国国家监察委员会设在中共中央组织部的副部级派驻机构。

### 历任领导
组长
……
- 曾一春（2019年3月－2020年3月）
- 吴汉圣（2020年12月－2022年5月）
- 郭文奇（2022年10月－2023年4月）
- 李刚（2024年1月－2024年9月）
- 方俊鹏[來源請求]（2025年至今）